# Kraftwerk Suhres
Das Kraftwerk Suhres ist ein Kohlekraftwerk in Suhres, Oblast Donezk, Ukraine. Es ist im Besitz von DTEK und wurde auch von DTEK betrieben. Die installierte Leistung liegt bei ca. 1,24 GW.
Das Kraftwerk befindet sich seit 2014 im Separatistengebiet des Oblast Donezk (siehe Volksrepublik Donezk). Der Eigentümer DTEK gab im März 2017 bekannt, dass er die Kontrolle über das Kraftwerk verloren habe.

## Kraftwerksblöcke
Das Kraftwerk besteht aus insgesamt vier Blöcken, die von 1982 bis 1988 in Betrieb gingen. Die folgende Tabelle gibt einen Überblick:
| Block | Max. Leistung (MW) | Betriebsbeginn | Turbine | Generator | Dampfkessel | Status     |
| ----- | ------------------ | -------------- | ------- | --------- | ----------- | ---------- |
| 1     | 325                | 1982           |         |           | Taganrog    | in Betrieb |
| 2     | 320                | 1982           |         |           | Taganrog    | in Betrieb |
| 3     | 300                | 1986           |         |           | Taganrog    | in Betrieb |
| 4     | 300                | 1988           |         |           | Taganrog    | in Betrieb |

Die installierte Leistung der vier Blöcke lag ursprünglich bei jeweils 300 MW. Nach einer Überholung der Blöcke 1 und 2, die von 2009 bis 2011 durchgeführt wurde, konnte die Leistung von Block 1 auf 325 MW und die Leistung von Block 2 auf 315 MW gesteigert werden.